# Triptani
Triptani so učinkovine iz skupine agonistov na serotoninskih receptorjih 5-HT1B in 5-HT1D, ki se uporabljajo za zdravljenje migrene, ker povzročajo konstrikcijo dilatiranih znotrajlobanjskih arterij. Na trgu je več učinkovin: sumatriptan, naratriptan, zolmitriptan, rizantriptan, eletriptan, frovatriptan. Njihova učinkovitost in prenašanja sta primerljiva.
Triptani so se na tržišču pojavili v 90-ih letih dvajsetega stoletja. So učinkoviti pri določenih oblikah migrene in nekateri pri glavobolu v skupkih, niso pa primerni za uporabo pri preprečevanju glavobolov. Predstavljajo simptomatsko zdravljenje, torej ne omogočajo ozdravitve. Pri zdravljenju tenzijskega glavobola niso učinkoviti.

## Klinična uporaba
| sumatriptan  | rizatriptan | naratriptan  |
| ------------ | ----------- | ------------ |
|              |             |              |
| eletriptan   | donitriptan | almotriptan  |
|              |             |              |
| frovatriptan | avitriptan  | zolmitriptan |
|              |             |              |

### Migrena
Triptani se uporabljajo pri bolnikih z migrenskimi napadi z zmerno in hudo prizadetostjo in tistih, ki jim napadi povzročajo blago prizadetost, a se ne odzovejo na zdravljenje z enostavnimi analgetiki ali nesteroidnimi protivnetnimi zdravili. Triptani ne olajšajo le glavobola, temveč tudi spremljajoče simptome in znake, t. j. slabost, bruhanje, fotofobijo in fonofobijo.
Triptani so bolj učinkoviti, če se uporabijo v čim krajšem času po začetku migrene. Praviloma se uporabljajo samostojno. Ne uporabljajo se za preprečevanje migrenskih napadov.
Čeprav je učinkovitost različnih triptanskih učinkovin primerljiva, se lahko nanje bolniki različno odzivajo. Če je bolnik neodziven na določen triptan, je treba poskusiti z drugim.

### Glavobol v skupkih
Triptani so učinkoviti tudi pri zdravljenju glavobolov v skupkih. Učinkovitost je bila dokazana za podkožno injiciran sumatriptan in intranazalno apliciran zolmitriptan. Pregled kliničnih študij organizacije Cochrane iz leta 2013 je pokazal, da peroralne oblike triptanov niso primerne za zdravljenje te vrste glavobola.

## Farmacevtske oblike
Na voljo so v različnih farmacevtskih oblikah. Vsi utrženi triptani so na voljo v peroralnih farmacevtskih oblikah, nekateri tudi v obliki podjezičnih tablet. Sumatriptan in zolmitriptan sta tudi v obliki pršila za nos. Sumatripan je na tržišču tudi v drugih farmacevtskih oblikah, kot so svečke, subkutane injekcije, transdermalni obliž, v obliki posebne naprave za vdihovanje skozi nosnice ter v obliki injekcije brez igle, ki se aplicira s pomočjo visokega tlaka.

## Mehanizem delovanja
Triptani so selektivni agonisti serotoninskih receptorjev 5-HT1B/1D, ki se nahajajo na znotrajlobanjskih arterijah in živčnih končičih trivejnega živca. Menijo, da je osnovni vzrok migrene pri človeku razširitev ali edem znotrajlobanjskih arterij, pri katerih pa triptani povzročijo konstrikcijo. Poskusni rezultati tudi kažejo, da triptani zavirajo aktivnost trivejnega živca. Oba opisana mehanizma lahko prispevata k protimigrenskemu učinku.

## Neželeni učinki
Bolniki triptane običajno dobro prenašajo. Prenašanje posameznih učinkovin iz skupine triptanov je primerljiva.
Med pogostimi neželenimi učinki triptanov so omotica, zaspanost, glavobol, splošno slabo počutje, tiščanje v prsih, omrtvičenost udov, driska, motnje vida, palpitacije.